# Nubuk

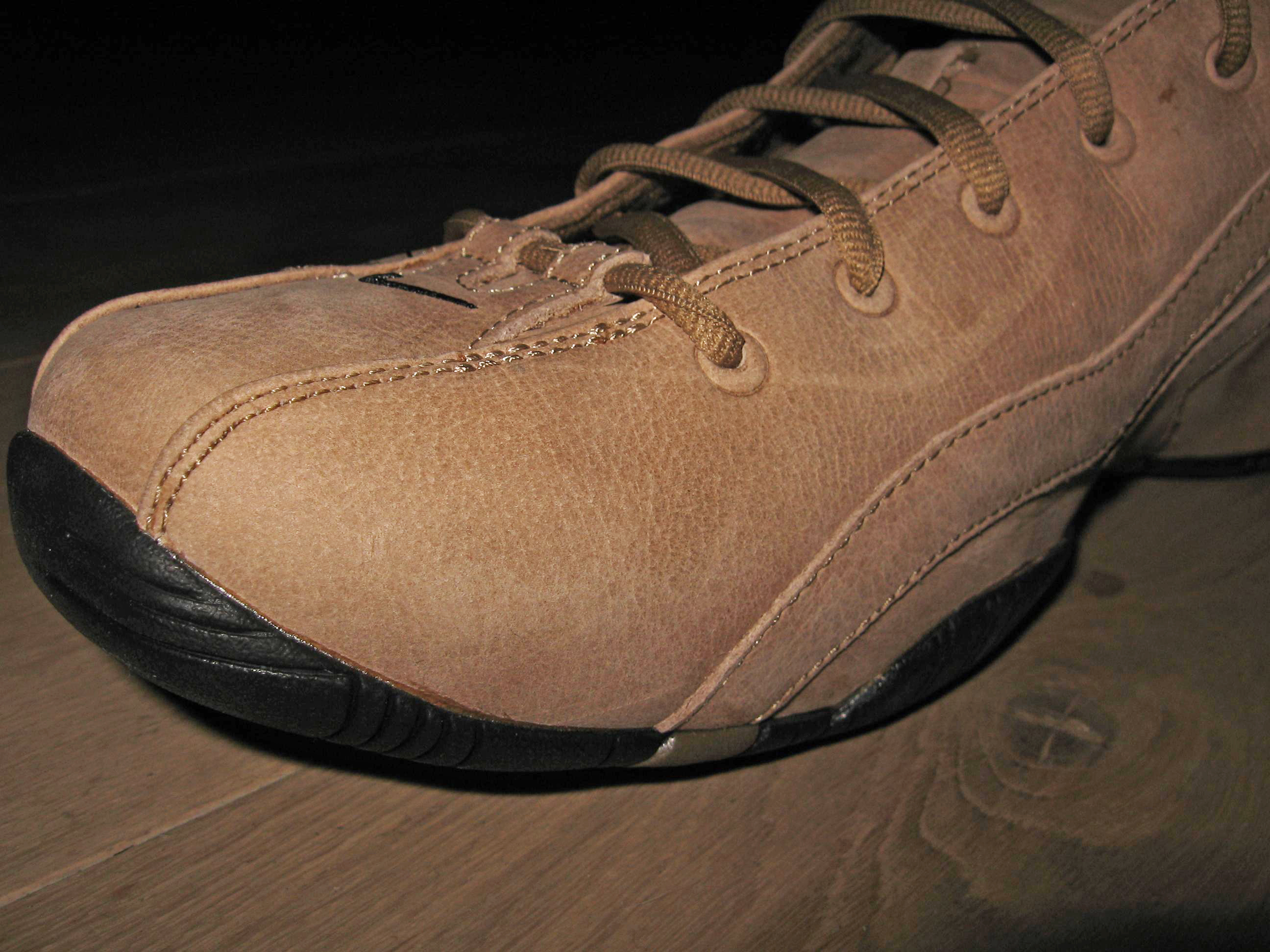
But wykonany z nubuku

Nubuk – wyprawiona miękka skóra wykończona od strony lica po jego uprzednim oszlifowaniu polerującym. Jest ona najczęściej pochodzenia bydlęcego, cielęcego lub wieprzowego. Garbowana metodą chromową (w odróżnieniu od zamszu garbowanego metodą tłuszczową). Surowcem na nubuk mogą być tylko skóry o niewielkim uszkodzeniu lica.
Nubuk dzieli się na dwa rodzaje:
- zwykły;
- fantazyjny – przed licowaniem skóra jest deseniowana co powoduje, iż szlifowane są wypukłe elementy w wyniku czego powstają na powierzchni oszlifowanej odcienie wybarwienia skóry.

Galanteria z nubuku charakteryzuje się dużą wytrzymałością, twardością i grubością. Stosowany jest on do produkcji obuwia, odzieży (głównie spódnic i kurtek damskich), galanterii itp. Z nubuku wykonane są również podeszwy butów do tańca towarzyskiego.